# Індійський пейл-ель

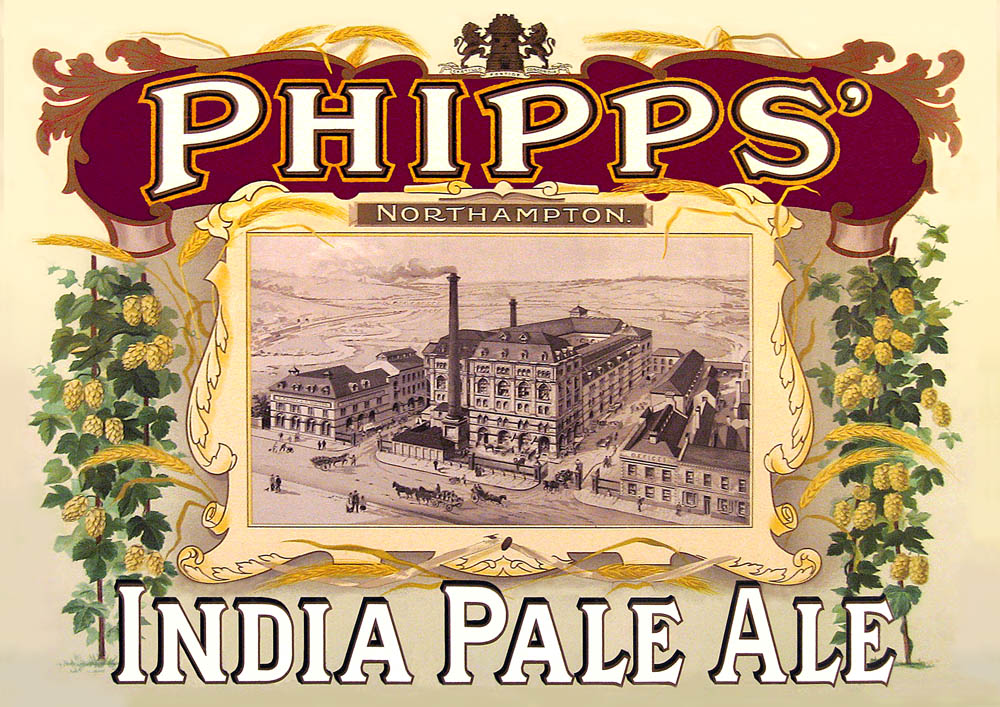
Англійський рекламний плакат 1890 року

Індійський пейл-ель (India pale ale, скор. IPA, що означає «індійський блідий ель») — сильно охмелений різновид пейл-елю (заст. пель-ель). Хміль надає пиву багатий аромат і приємну гіркоту.
Це найбільш затребуваний стиль крафтового пива в США.

## Витоки у Британії

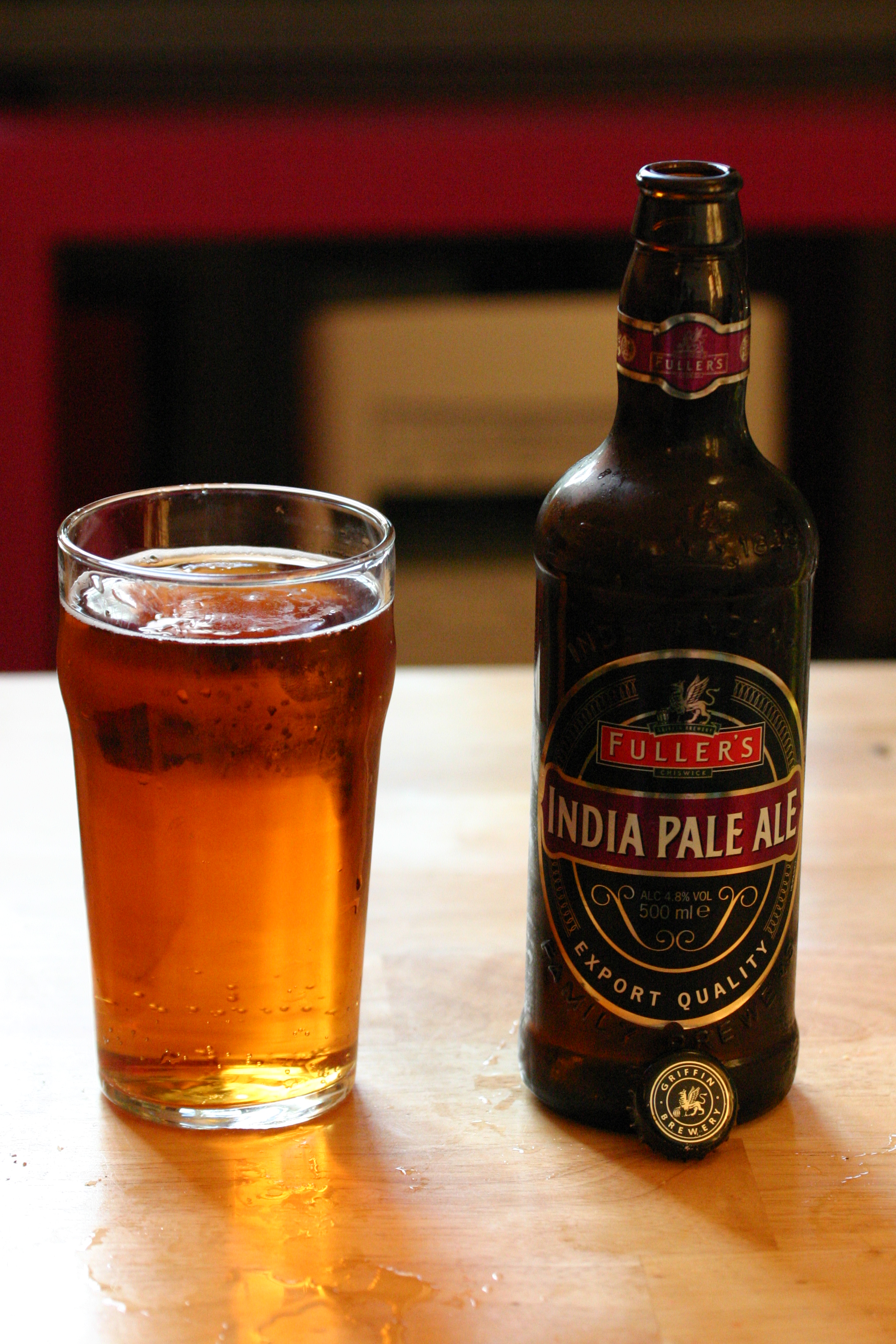
Класичний англійський IPA.

Перша згадка про індійський пейл-ель знайдена в Sydney Gazette (Австралія) за 1829 рік. Назва пояснюється тим, що в XIX столітті це був основний вид пива, що поставлявся з метрополії в Британську Індію. Неймовірно гіркий ель з високим вмістом хмелю і міцністю витримував багатомісячну подорож у південних широтах краще інших сортів. До часу надходження споживачам в Індії його смак пом'якшувався і ставав прийнятним.
Основний внесок у створення цього пива внесли великі пивоварні Бертона-на-Тренті, які до континентальної блокади експортували свою продукцію переважно в Російську імперію. Переорієнтація цих виробників на індійських споживачів пов'язана з тим, що царський міністр Е. Ф. Канкрін, будучи прихильником протекціонізму, ввів у 1822 р. заборонний тариф, що ускладнював доступ іноземних продуктів на російський ринок. Майже весь експорт пива з Англії зупинився, великі партії застрягли в порту Кронштадта.
Пивовари направили прем'єр-міністру і кожному члену парламенту петиції з вимогою натиснути на царський уряд і домогтися скасування обурливого тарифу; розглядалася навіть можливість підкупу царського міністра. Досить скоро з'ясувалося, що заборона стосується лише світлого пива, тоді як темне пиво (балтійський портер, імператорський стаут) було як і раніше затребуване в Петербурзі. По пабах Лондона та інших британських міст був розісланий «циркуляр» з пропозицією продажу цього елю зі знижками.
Незважаючи на розпродаж, англійці не поспішали розбирати «ель для росіян», бо він був настільки солодкий, що кухоль прилипав до столу, варто було піні перелитися через край. Багато лондонців вирішили, що напій зіпсований попаданням меду, хоча це було не так. Щоб уникнути банкрутства, найбільшим виробникам доводилося надлишок пива відправляти у віддалені колонії Британської імперії. З'ясувалося, що цю подорож краще інших сортів витримує міцне пиво з підвищеним вмістом хмелю.
Завдяки діловій хватці Басса та інших пивоварів до середини XIX століття гіркий світлий ель завоював популярність в Ост-Індії, Австралії, Новій Зеландії та Капській колонії. Моряки і військові поверталися з колоній поціновувачами пива в колоніальному стилі. До кінця XIX століття IPA став витісняти з британського ринку інші різновиди пейл-еля. Багато виробників випускали добре охмелений ель на світлому солоді просто як «пейл-ель», відмовившись від епітета «індійський» як анахронізму.
Внаслідок дефіциту зерна в роки Першої світової війни міцність англійського пива сильно впала. Це відбилося і на пейл-елі, характерні риси якого до середини XX століття виявилися змазаними.

## Розвиток в Америці

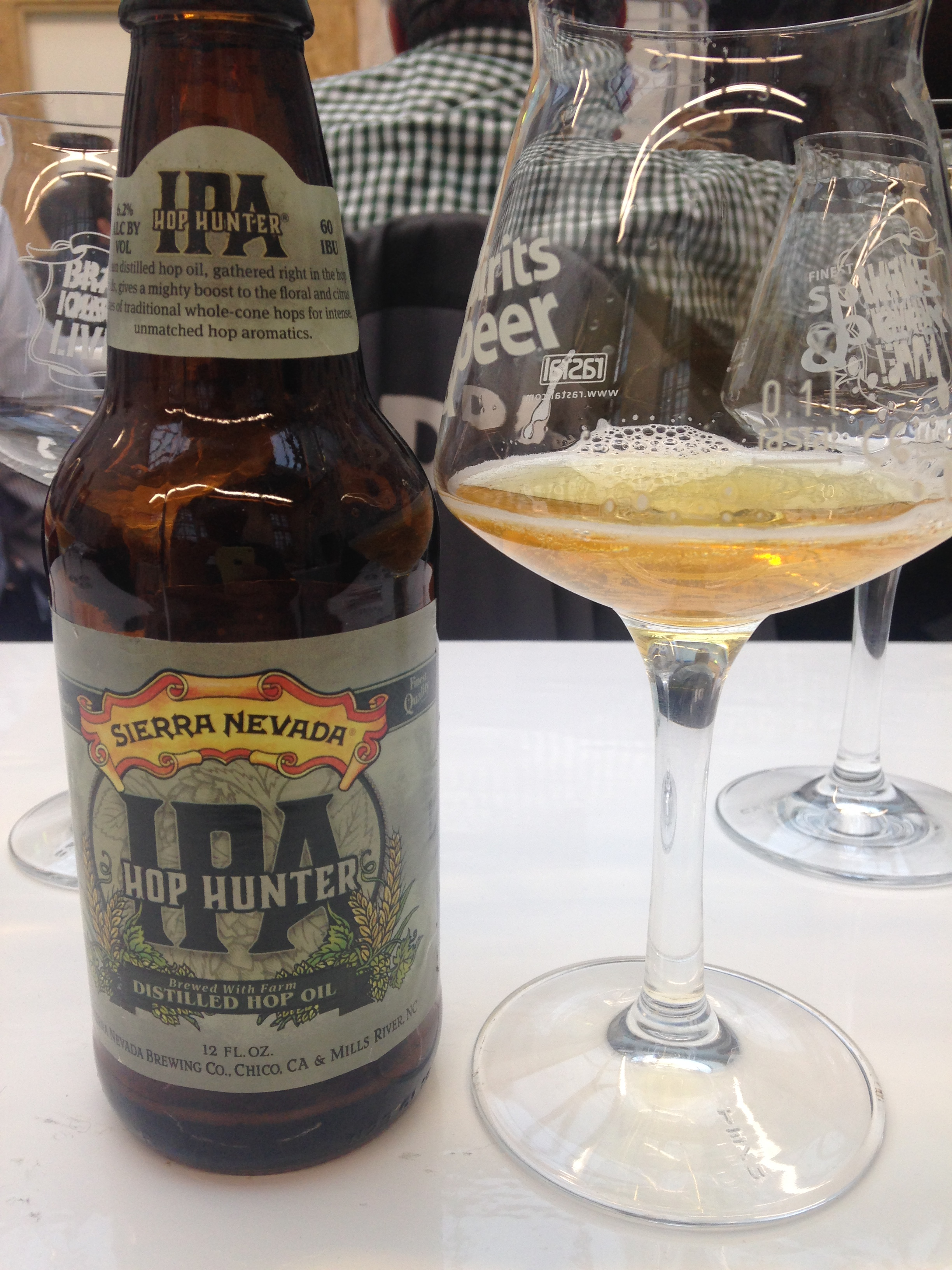
Американський IPA з Каліфорнії (марка Sierra Nevada Brewing Company)

У середині 1970-х рр. крафтові пивоварні Каліфорнії (в основному з околиць Сан-Дієго) стали експериментувати з маловідомими місцевими сортами хмелю. Щоб підкреслити хмільну складову, вони випускали свою продукцію під традиційною назвою India Pale Ale. Ароматичні властивості хмелю стали відкриттям для американської молоді. Популярність нових сортів сприяла бурхливому зростанню крафтового пивоваріння у США. В даний час прийнято розрізняти класичний (англійський) IPA і його американську версію.
IPA в американському стилі відрізняють «фруктово-цитрусово-хвойні ноти» які досягаються виключно завдяки поєднанню нестандартних сортів хмелю, без будь-яких штучних добавок. Кожна, навіть крихітна пивоварня в Каліфорнії пропонує фірмовий сорт пейл-еля з унікальним ароматом.
Сучасні марки американського IPA «насичені тонами хвої, цитруса, персика, ананаса, тропічних фруктів і цедри». Останні сорти хмелю, виведені в Новому світі, дають сильний аромат манго, дині, грейпфрутів. Шанувальників надлишкового хмелю в пиво називають хопхедами (hopheads, «хмільні голови»). Любителі більш традиційного пива ставляться до цього іронічно, заявляючи, що «поклоніння хмелевій гіркоті можна порівняти хіба що з фетишизацією гудрону».